# Hyundai i10
Hyundai i10 – samochód osobowy klasy miejskiej produkowany pod południowokoreańską marką Hyundai od 2007 roku. Od 2019 roku produkowana jest trzecia generacja modelu.

## Pierwsza generacja

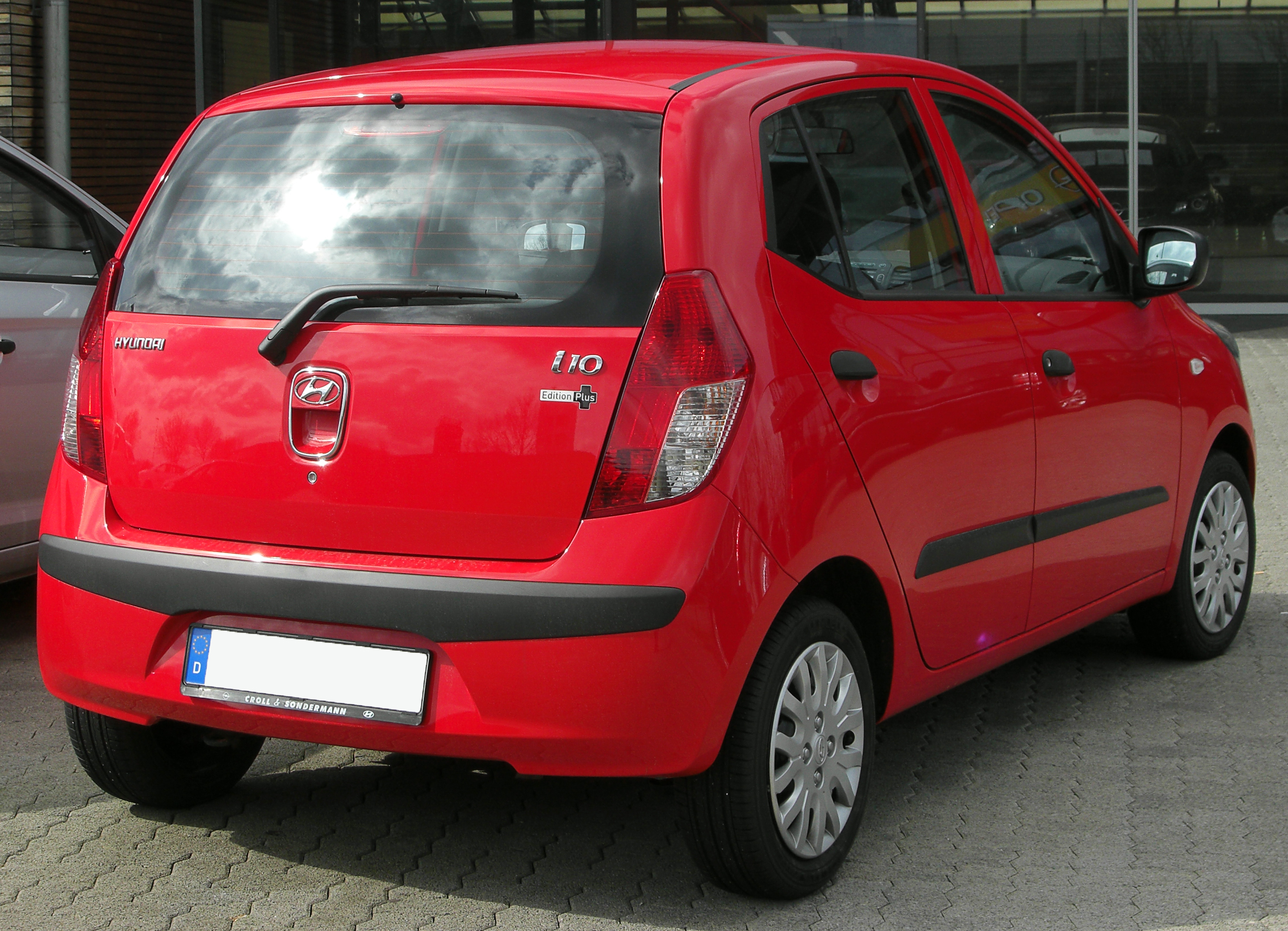
Hyundai i10 I – tył

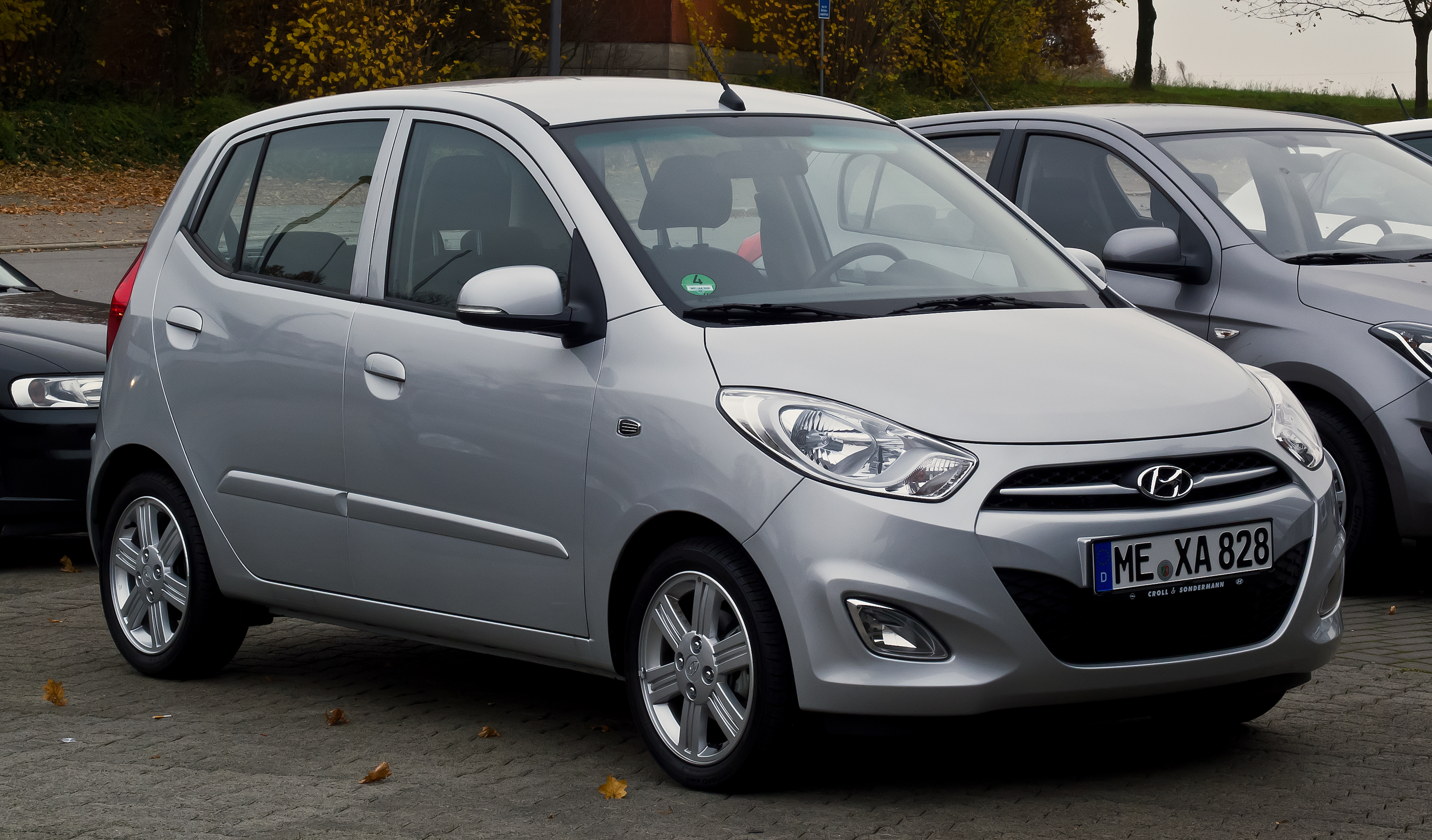
Hyundai i10 I po liftingu

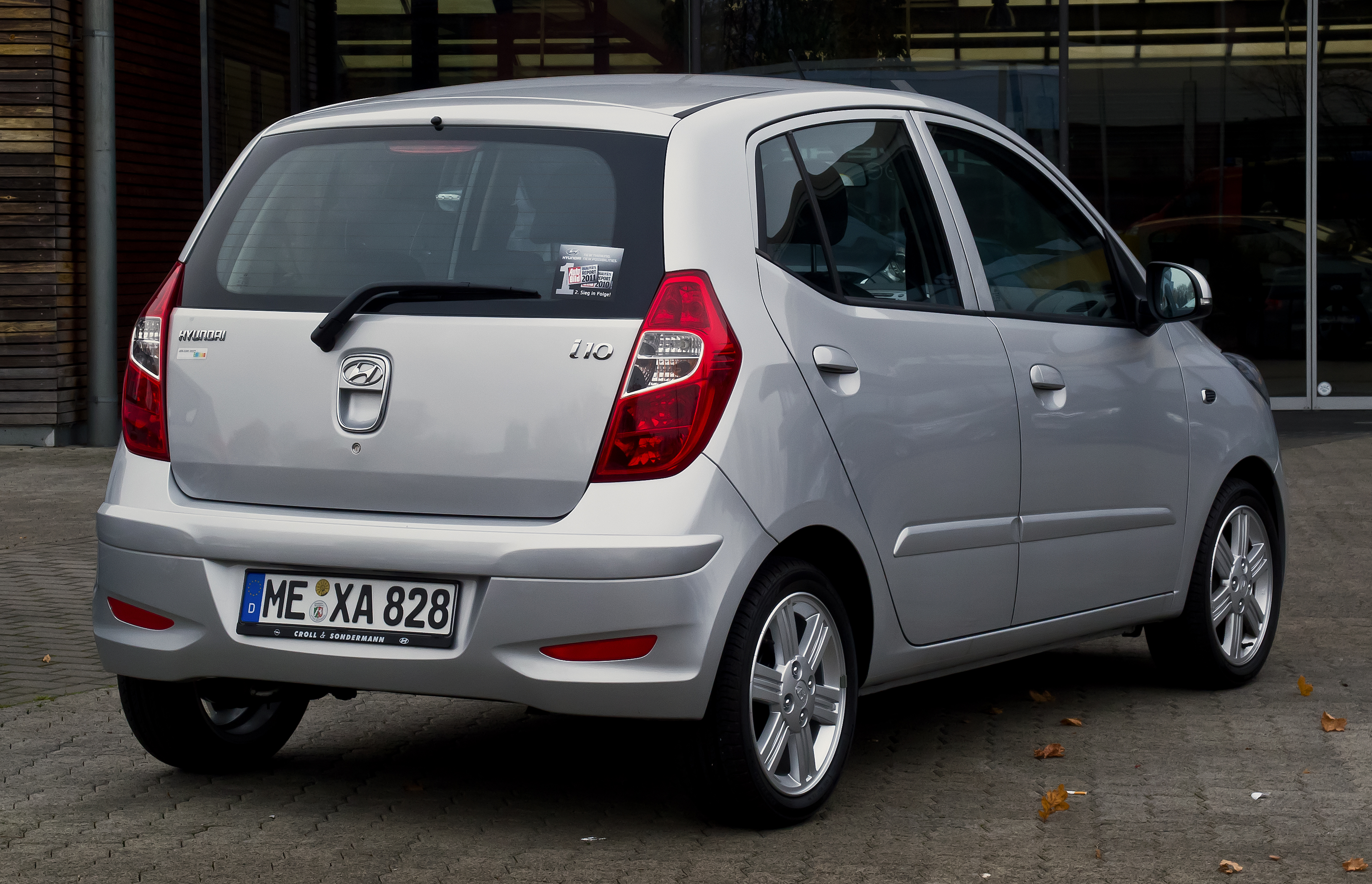
Hyundai i10 I – tył po liftingu

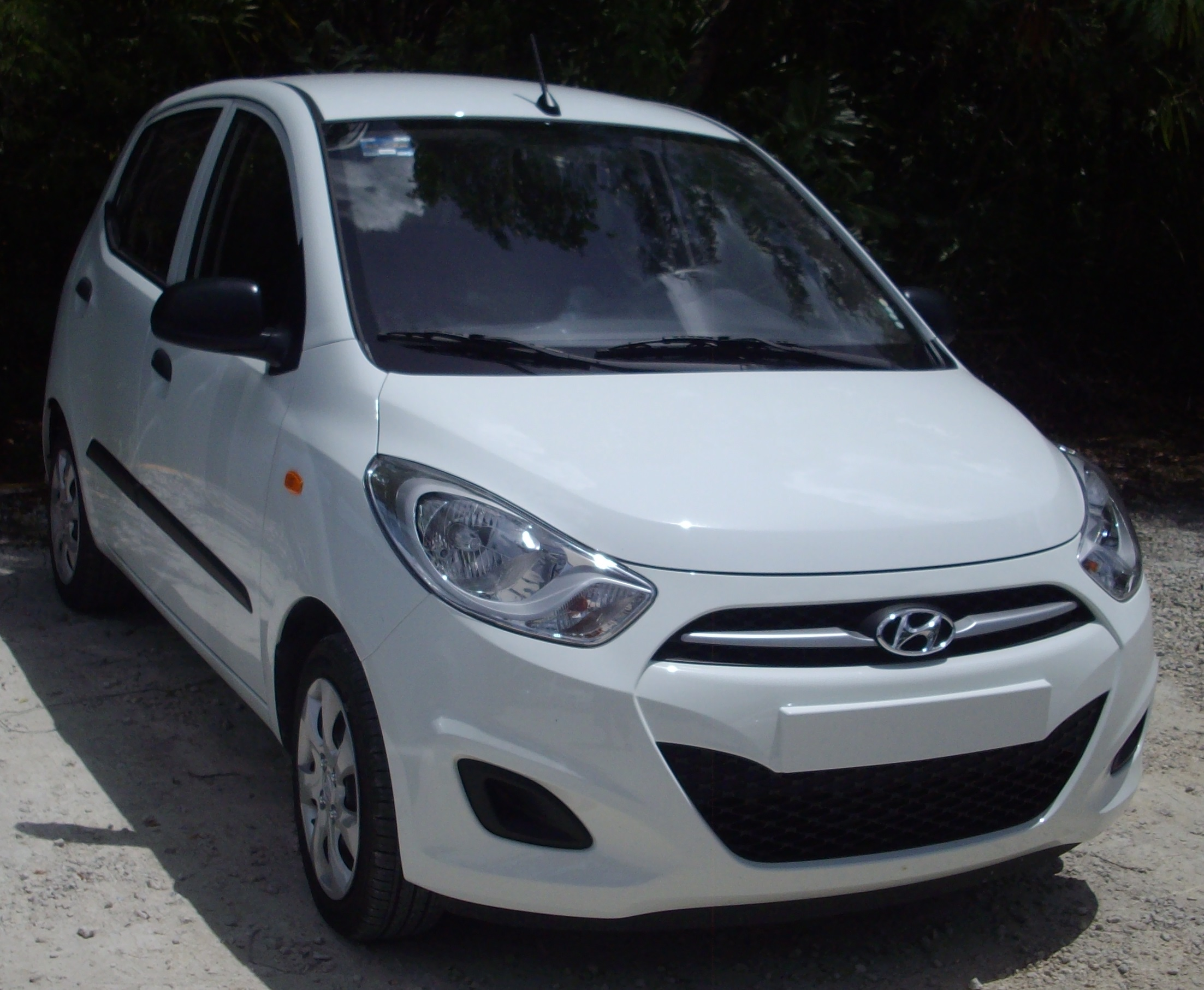
meksykański Dodge i10

Hyundai i10 I został zaprezentowany po raz pierwszy w 2007 roku.
Samochód został zbudowany w oparciu o płytę podłogową pokrewnego modelu Kia Picanto jako zbudowany od podstaw nowy, globalny samochód miejski mający na celu zastąpić przestarzałego Atosa Prime.
Pod kątem stylistycznym i10 pierwszej generacji nawiązywał do większego modelu i30, będąc drugim po nim modelem Hyundaia z nazwą według nowego porządku literowo-numerycznego z literą i na początku.
Pod kątem koncepcji nadwozia z kolei, pierwsza generacja Hyundaia i10 przyjęła proporcje podobne do takich konkurencyjnych modeli jak Fiat Panda czy Opel Agila, charakteryzując się wąskim, wysokim nadwoziem z dużą przestrzenią oszklenia i wysoką pozycją na fotelach. Producent stawiał na konkurowanie nie tylko ceną, ale i stosunkowo bogatym wyposażeniem i stronieniem od często występujących w ówczesnych pojazdach segmentu A odsłoniętymi panelami blachy w kabinie pasażerskiej.

### Lifting
W 2010 roku Hyundai i10 pierwszej generacji przeszedł obszerną restylizację. Pojazd otrzymał m.in. charakterystyczną dla nowszych modeli marki większą atrapę chłodnicy, a także nowe reflektory przednie, zderzaki, oraz deskę rozdzielczą wykończoną aluminium. Zmienił się też kształt oraz wypełnienie lamp tylnych.
Czterocylindrowy silnik benzynowy o pojemności 1.1 l zastąpiony został trzycylindrowym silnikiem o pojemności 1 l i mocy 69 KM. Wprowadzono także większy czterocylindrowy silnik o pojemności 1.3 l i mocy 86 KM.

### Sprzedaż
Hyundai i10 pierwszej generacji był samochodem globalnym, importowanym z Indii na rynki europejskie, azjatyckie, afrykańskie czy latynoamerykańskie. Samochód w Meksyku był sprzedawany w ramach partnerstwa z Dodge jako Dodge i10 zachowując logotypy Hyundaia, z kolei w Malezji pojazd produkowano lokalnie pod marką Inokom jako Inokom i10.

### Wersje wyposażeniowe
- Active
- Classic
- Classic+
- Comfort
- Style
- Premium
- GLS
- UEFA Euro Edition

Standardowe wyposażenie podstawowej wersji pojazdu obejmuje m.in. dwie poduszki powietrzne oraz system ABS, a także system audio z RDS. W zależności od wersji wyposażeniowych, opcjonalnie auto wyposażone może być także m.in. w system ESP, boczne poduszki powietrzne, elektryczne sterowanie szyb, elektryczne sterowanie lusterek, elektryczne sterowanie okna dachowego, centralny zamek, kierownicę oraz dźwignię zmiany biegów pokryte skórą, światła przeciwmgłowe, wielofunkcyjną kierownicę, klimatyzację oraz elektryczne wspomaganie układu kierowniczego.

### Silniki
- R3 1.0l 69 KM
- R4 1.1l 66 KM
- R4 1.2l 78 KM
- R4 1.3l 86 KM
- R3 1.1l CRDi 75 KM

## Druga generacja

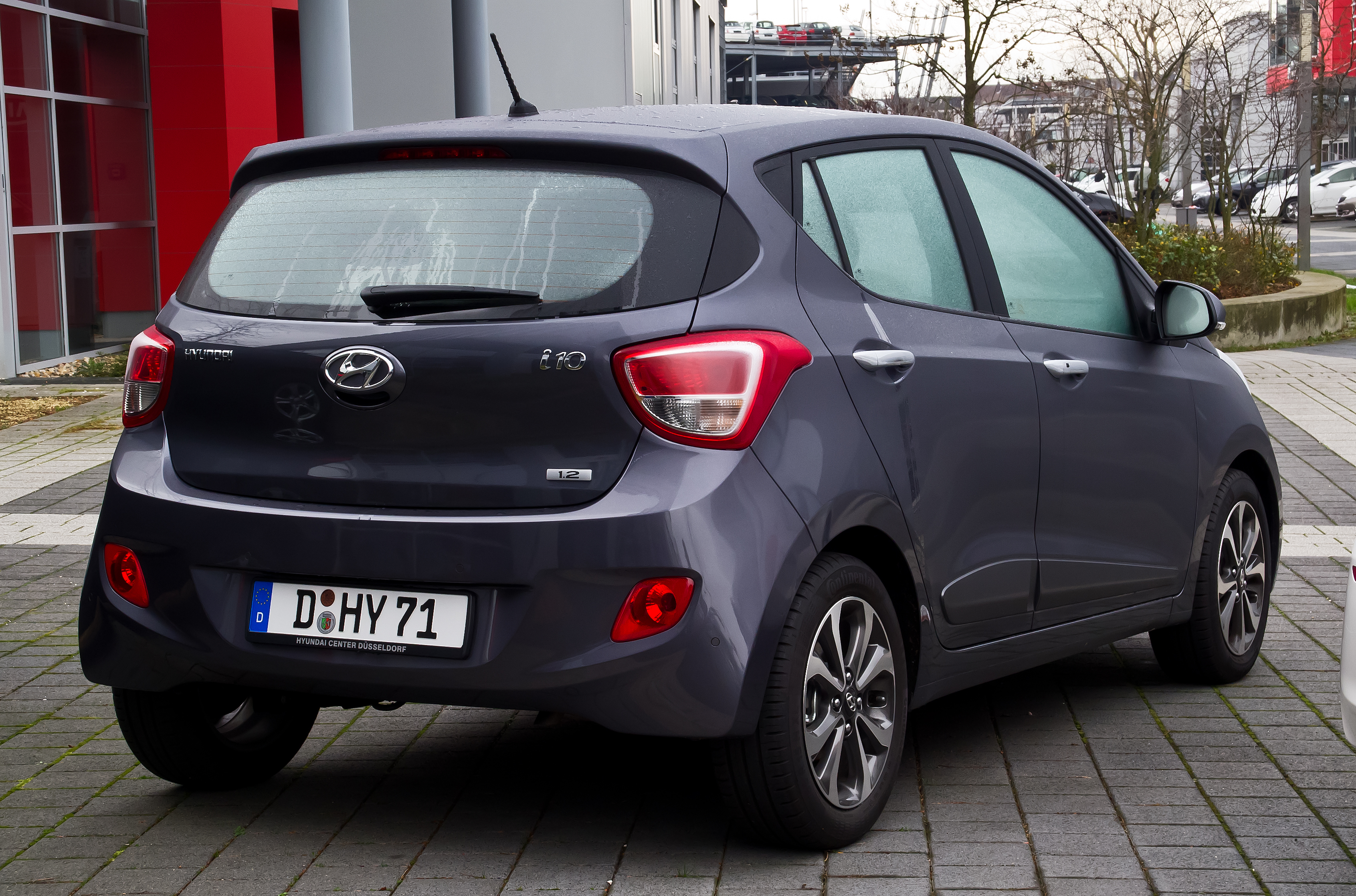
Hyundai i10 II – tył

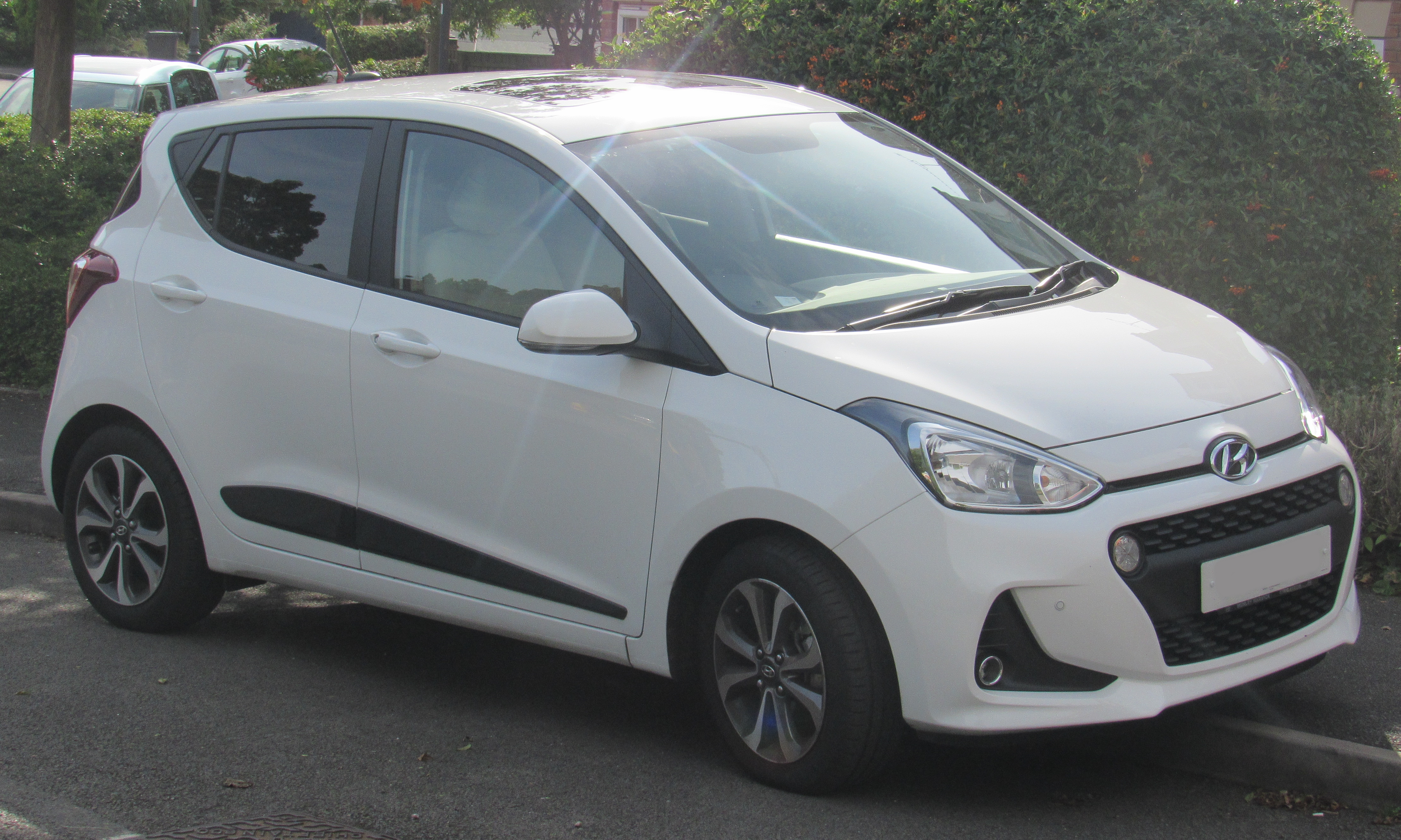
Hyundai i10 II po liftingu

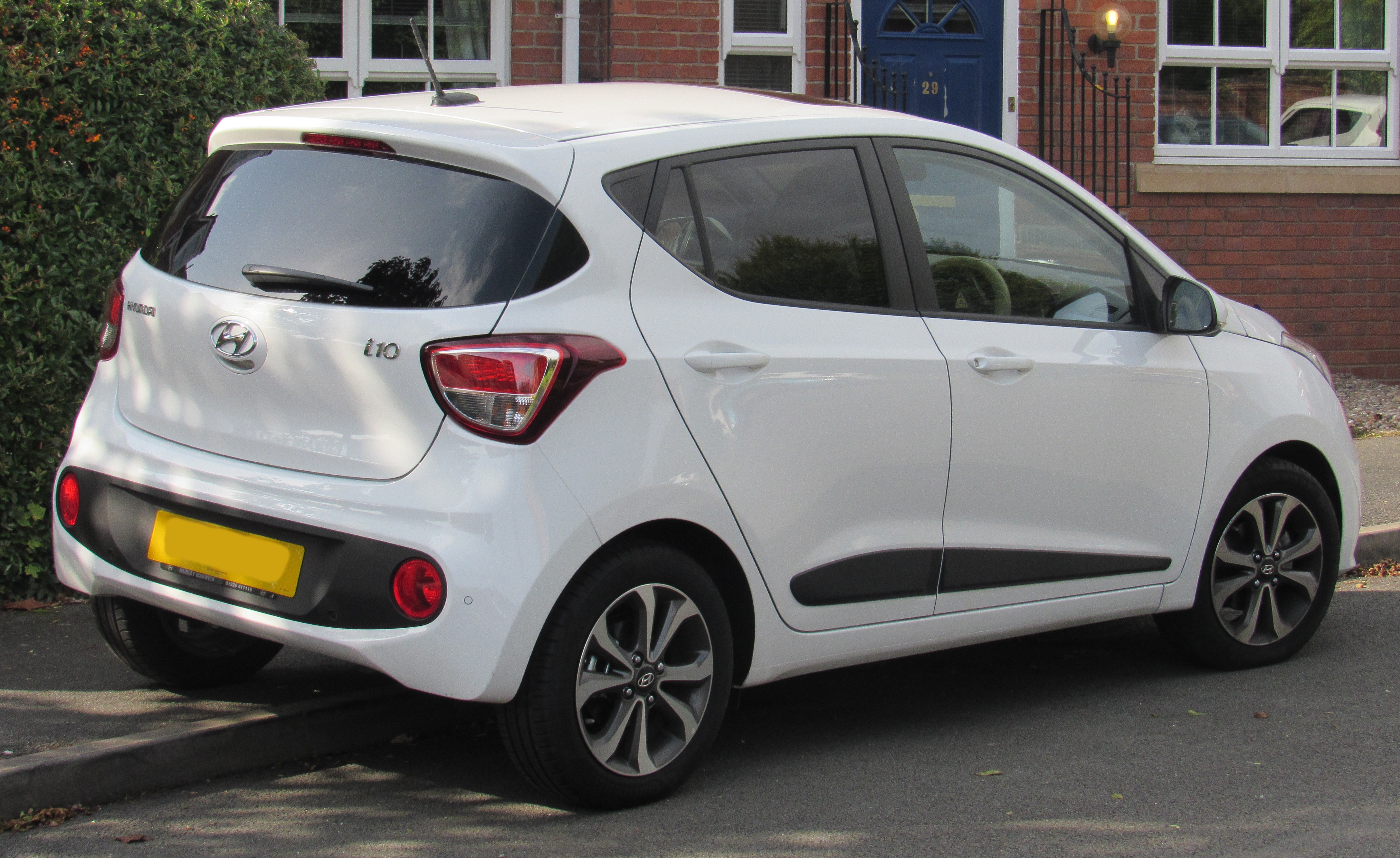
Hyundai i10 II – tył po liftingu

Hyundai i10 II został zaprezentowany po raz pierwszy w 2013 roku.
Druga generacja i10 w większym stopniu od poprzednika została zbudowana z myślą o rynku europejskim, powstając w centrum badawczym Hyundaia w Rüsselsheim am Main w Niemczech. Samochód zyskał inne proporcje nadwozia, które poza wydłużeniem i poszerzeniem stało się także niższe.
Nadwozie otrzymało bardziej dynamiczną stylistykę nawiązującą do większych, przedstawionych w międzyczasie konstrukcji Hyundaia – z przodu pojawiły się agresywnie zarysowane reflektory i duży wlot powietrza w zderzaku, z kolei zadarta ku górze linia szyb współpgrała z wyraźnie zarysowanymi przetłoczeniami i dużą listwą przy dolnej krawędzi drzwi.
Kabina pasażerska została w stosunku do pierwszej generacji dopracowana pod kątem wyciszenia, a także jakości użytych materiałów i opcji dostępnych w wyposażeniu – pojawił się m.in. aktywny tempomat i podgrzewanie przednich siedzisk. Nowością były także opcjonalne kolorowe materiały wykończeniowe, którymi można było wyłożyć kokpit czy boczki drzwi.

### Lifting
W 2016 roku podczas targów motoryzacyjnych w Paryżu zaprezentowano zmodernizowaną wersję pojazdu. Najbardziej widoczną zmianą jest inaczej ukształtowana atrapa chłodnicy w stylu nowszych konstrukcji Hyundaia. Została wzbogacona ona o okrągłe światła do jazdy dziennej wykonane w technologii LED, przeprojektowany został także tylny zderzak oraz światła przeciwmgielne.

### Wersje wyposażeniowe
- Access
- Comfort
- Essence Plus
- Premium
- Premium SE
- SE
- Style

Podstawowa wersja Access standardowo wyposażona jest m.in. w przednie i boczne poduszki powietrzne, zamek centralny, elektryczne wspomaganie kierownicy, czujnik ciśnienia w oponach oraz komputer pokładowy. W zależności od wybranych, bogatszych wersji wyposażeniowych, pojazd wyposażone może być także m.in. w elektryczne sterowanie szyb, podgrzewanie i elektryczne sterowanie lusterek, radio CD/MP3/USB/iPod, system wspomagania ruszania pod górę, klimatyzację, czujniki cofania, tempomat, światła do jazdy dziennej wykonane w technologii LED, system doświetlania zakrętów, światła przeciwmgłowe oraz wielofunkcyjną skórzaną kierownicę.

### Silniki
- R3 1.0l MPI 66 KM
- R3 1.0l MPI LPG 67 KM
- R4 1.2l 87 KM
- R3 1.1l CRDi

### Grand i10

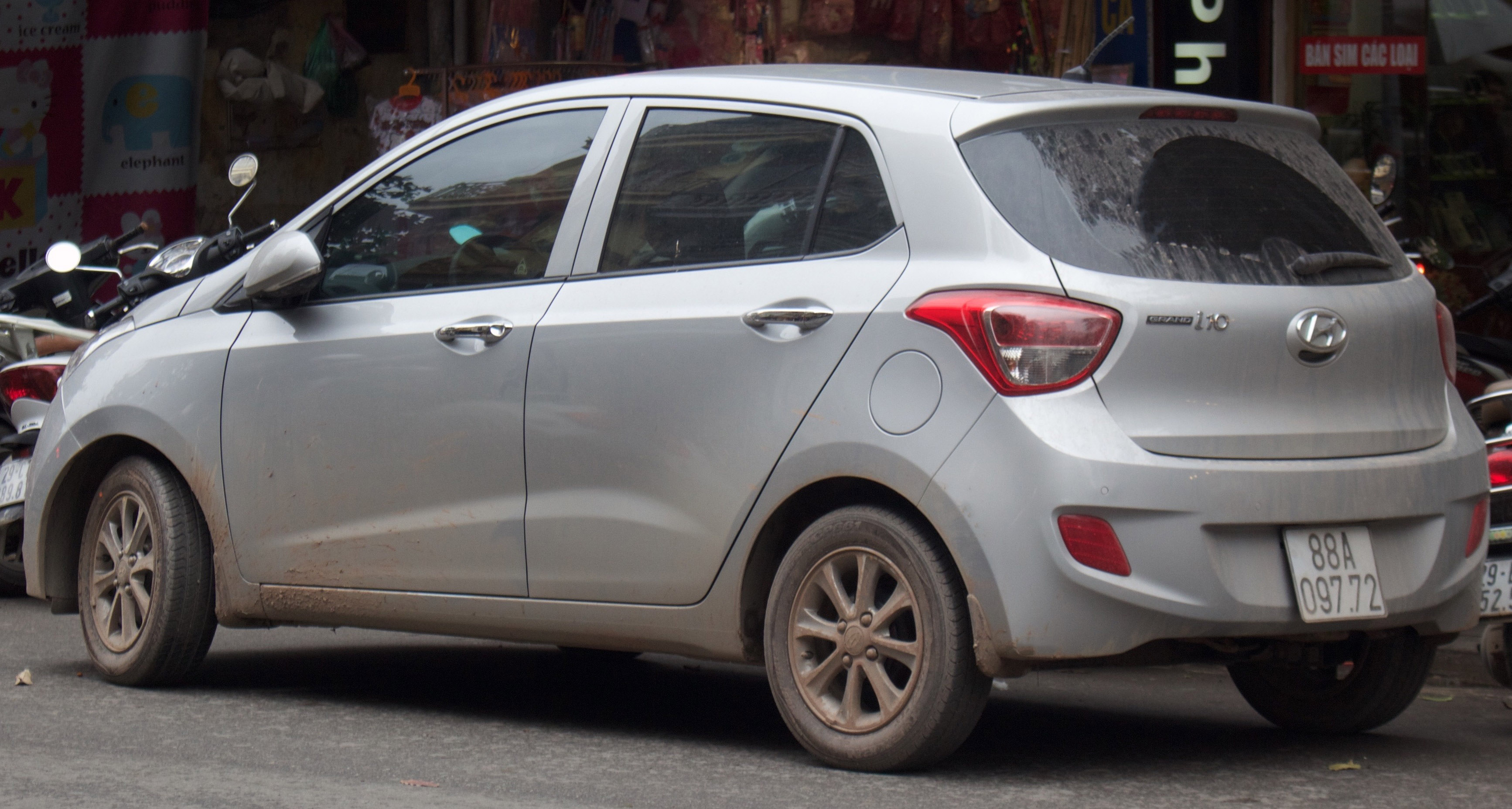
Hyundai Grand i10 I – tył

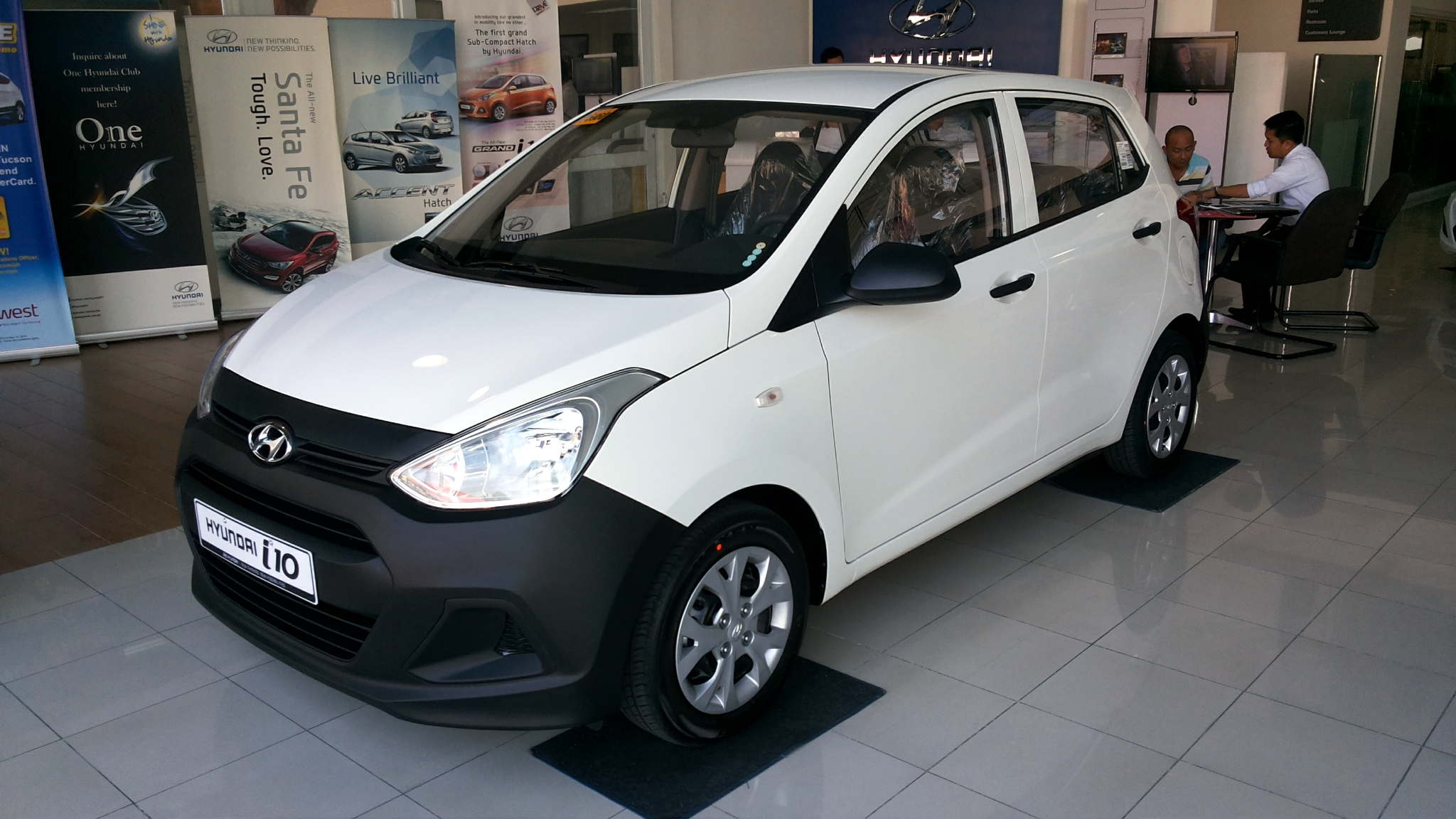
Hyundai Grand i10 I E na Filipinach

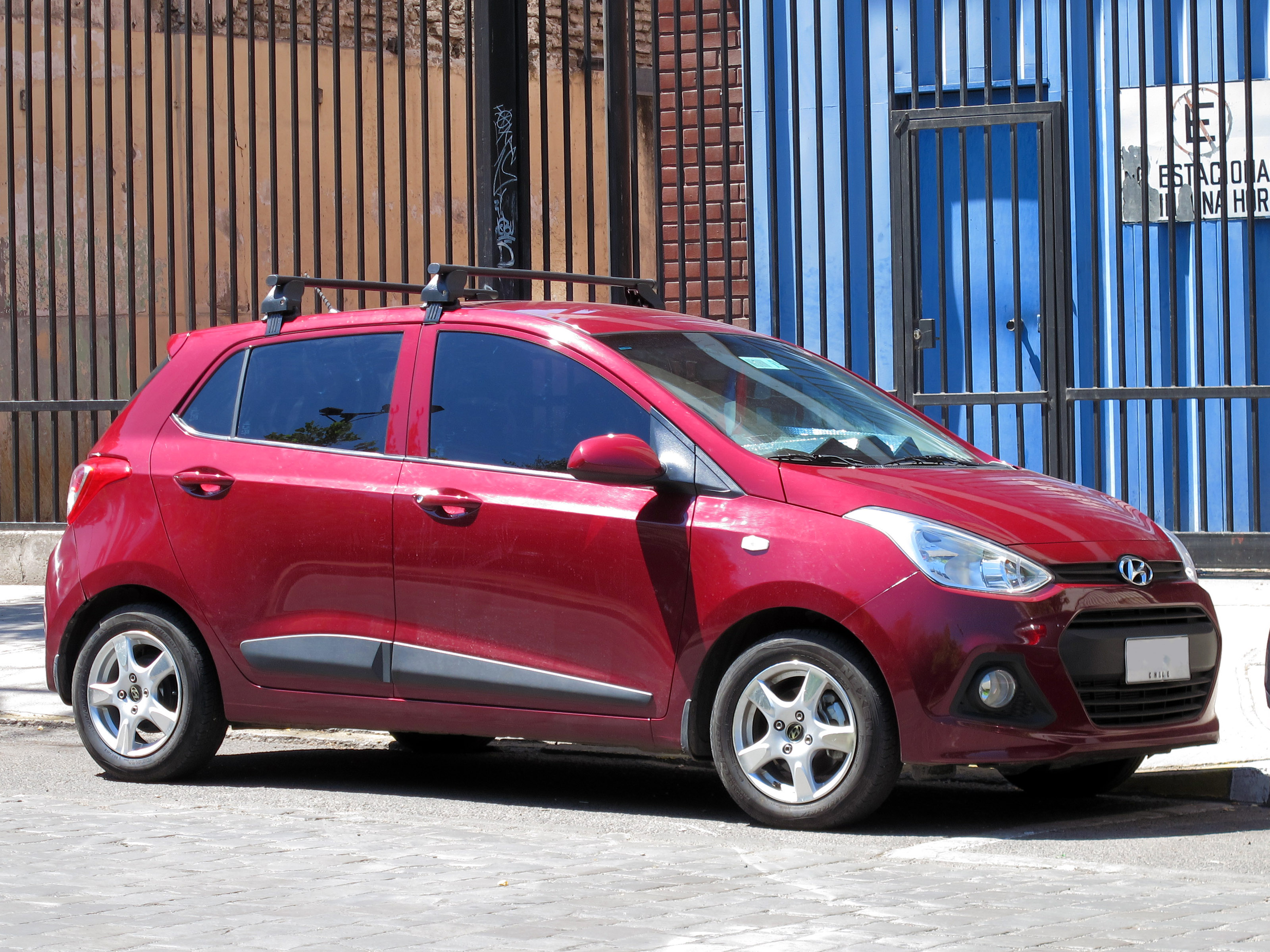
Hyundai Grand i10 I GLS w Chile

Hyundai Grand i10 I został zaprezentowany po raz pierwszy w 2013 roku.
Równolegle z drugą generacją i10 zbudowaną z myślą o rynku europejskim, w Indiach zadebiutował zmodyfikowany model o nazwie Grand i10. Wizualnie różnił się on dłuższym nadwoziem z większym rozstawem osi, a także inaczej ukształtowanymi drzwiami tylnymi, większą szybą bagażnika oraz wyżej poprowadzoną linią dachu.
Dopisek Grand pojawił się w nazwie docelowo z racji pozostania w produkcji poprzedniej generacji i10 z przeznaczeniem na rynek Indii, między którą, a subkompaktowym i20 uplasował się początkowo Grand i10.

### Sprzedaż
Grand i10, w przeciwieństwie do europejskiego i10 II, był samochodem zbudowanym z myślą o globalnych rynkach rozwijających się. Poza Indiami, trafił do sprzedaży m.in. w Południowej Afryce, Chile, Meksyku, Wietnamie, a także na Bliskim Wschodzie czy Filipinach.

### Silniki
- R4 1.2l Kappa
- R3 1.1l U-Line

### Xcent

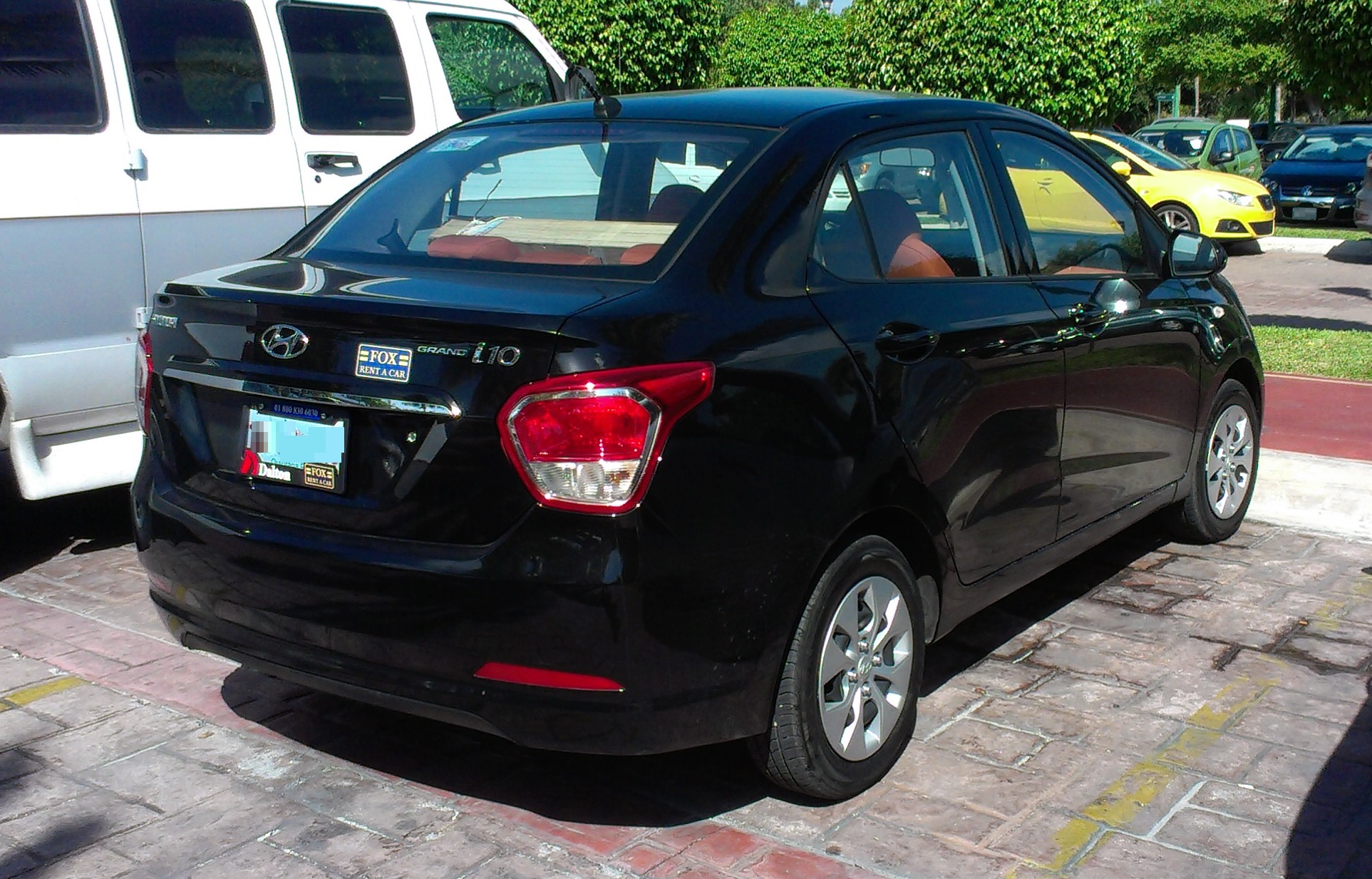
Hyundai Xcent – tył

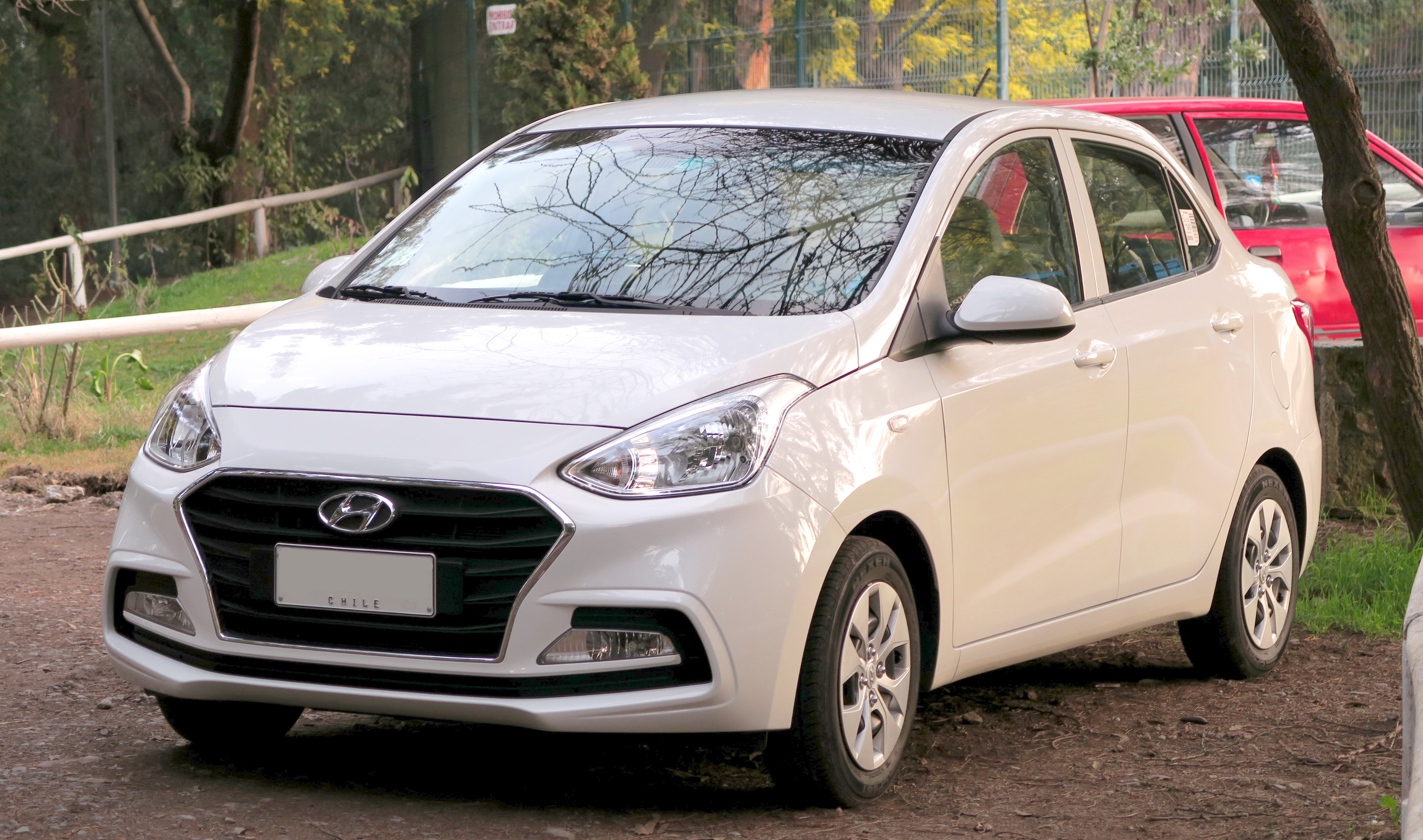
Hyundai Xcent po liftingu

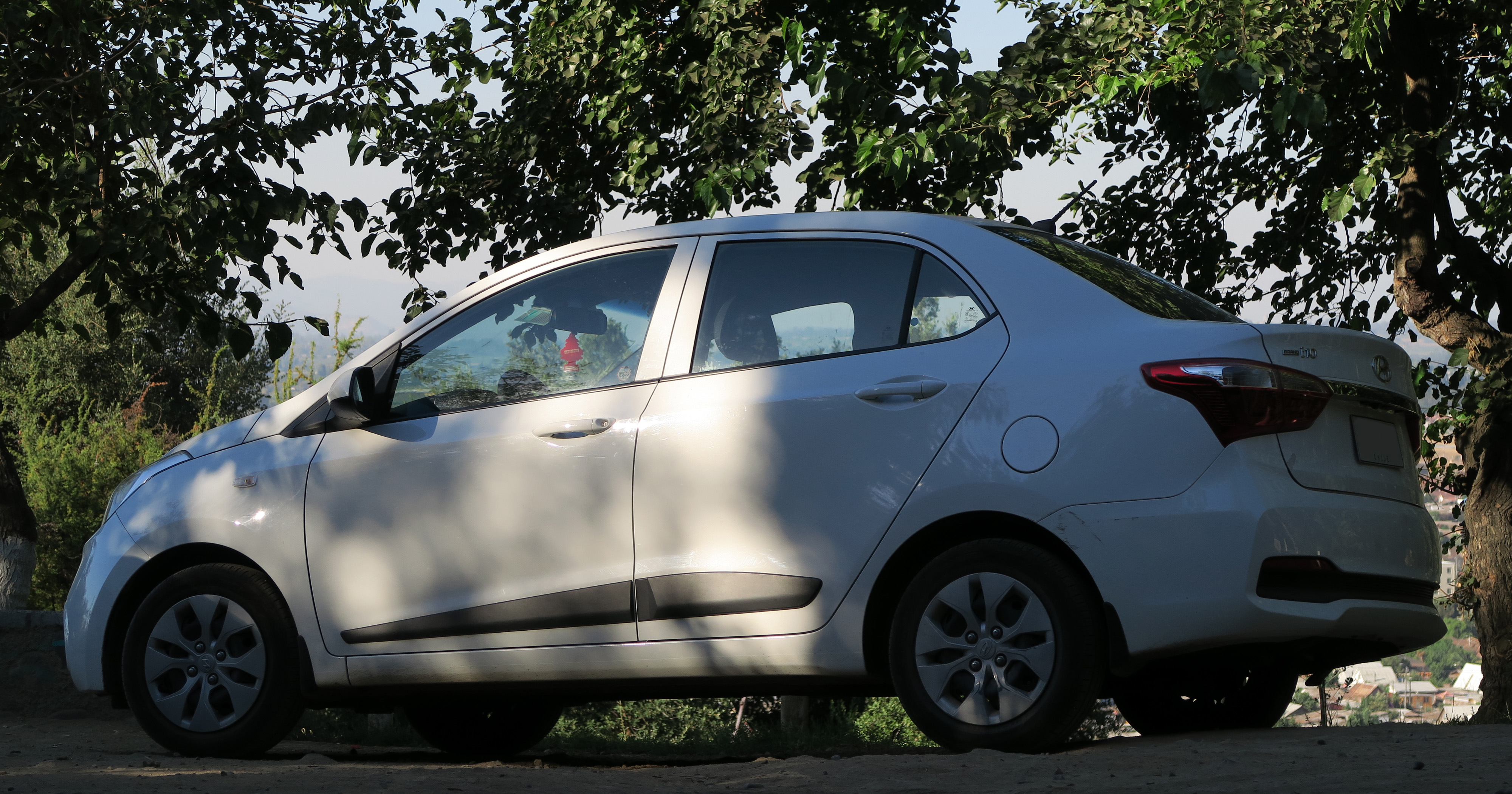
Hyundai Xcent – tył po liftingu

Hyundai Xcent został zaprezentowany po raz pierwszy w 2014 roku.
Na bazie globalnego Grand i10 pierwszej generacji Hyundai zbudował także 4-drzwiowego sedana Xcent. Wyróżniał się on wyraźnie zarysowaną bryłą bagażnika z umieszczoną na klapie tablicą rejestracyjną i umieszczonymi na krawędziach błotników zaokrąglonymi lampami. Gamę silników utworzyły jednostki benzynowe łączone zarówno z manualnymi, jak i automatycznymi przekładniami biegów.

### Lifting
W listopadzie 2017 roku Hyundai Xcent przeszedł obszerną restylizację nadwozia, która na celu miała go odróżnić wizualnie od wersji hatchback. Z przodu pojawił się większy, niżej osadzony wlot powietrza w stylu większej Elantry, a także nowe dwuczęściowe lampy tylne.

### Sprzedaż
Podobnie jak pięciodrzwiowy Grand i10, równolegle z nim na globalnych rynkach oferowana była także odmiana trójbryłowa pod nazwą Hyundai Grand i10 Sedan, dostępna m.in. na Bliskim Wschodzie, Azji Wschodniej czy krajach Ameryki Łacińskiej.

### Silniki
- R4 1.2l Kappa
- R3 1.1l U-Line

## Trzecia generacja

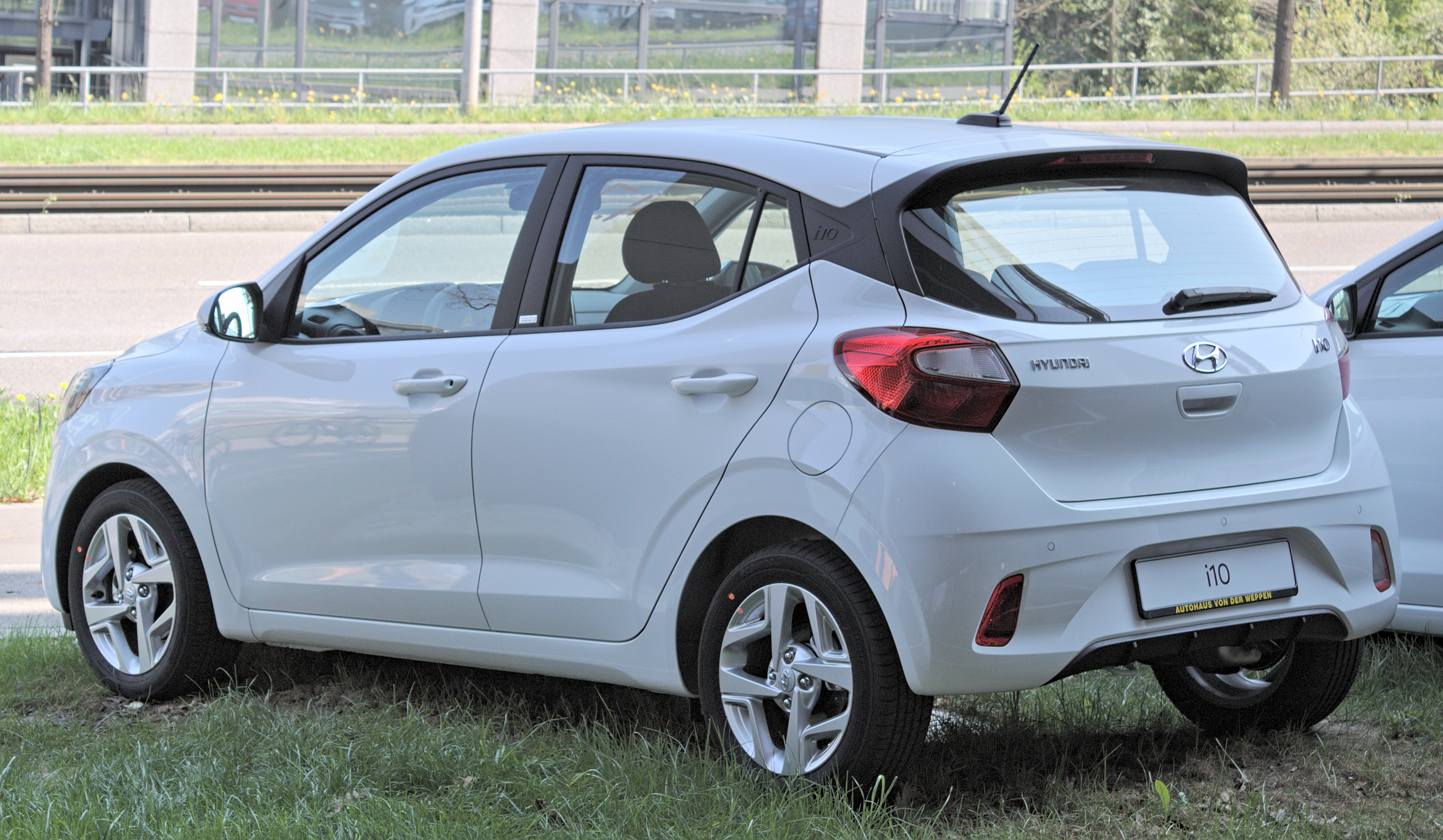
Hyundai i10 III – tył

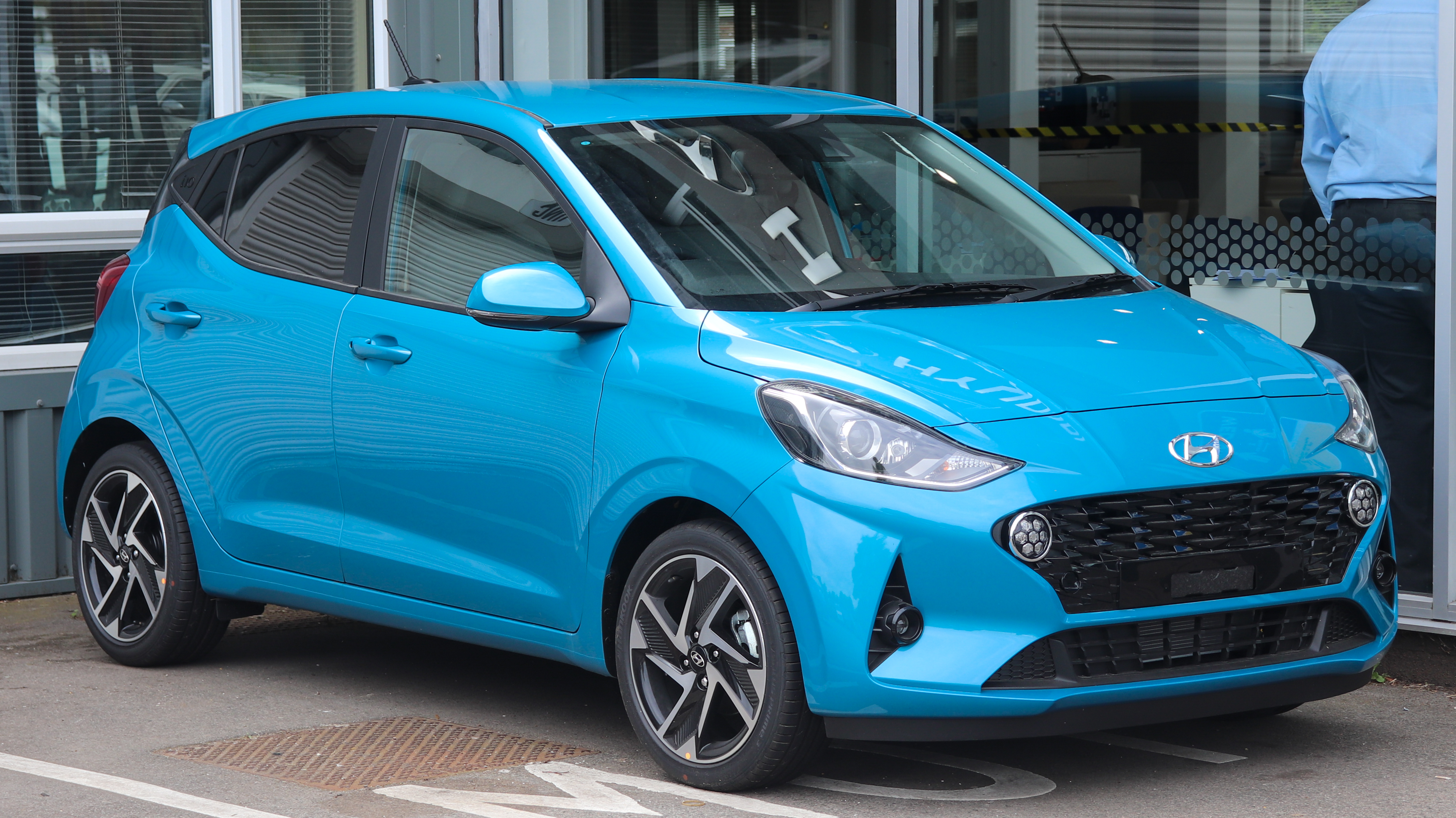
Hyundai i10 III Premium

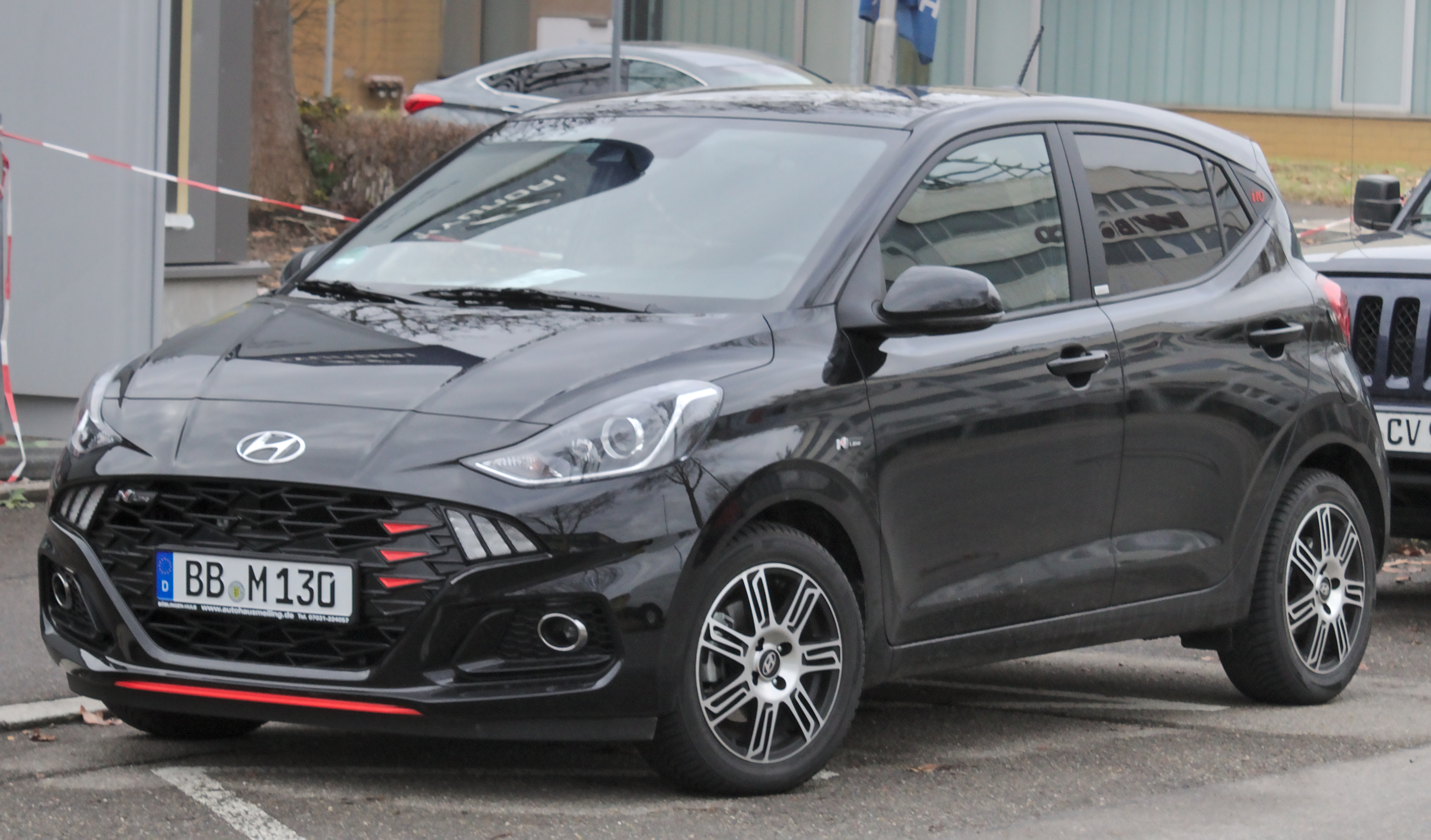
Hyundai i10 III N Line

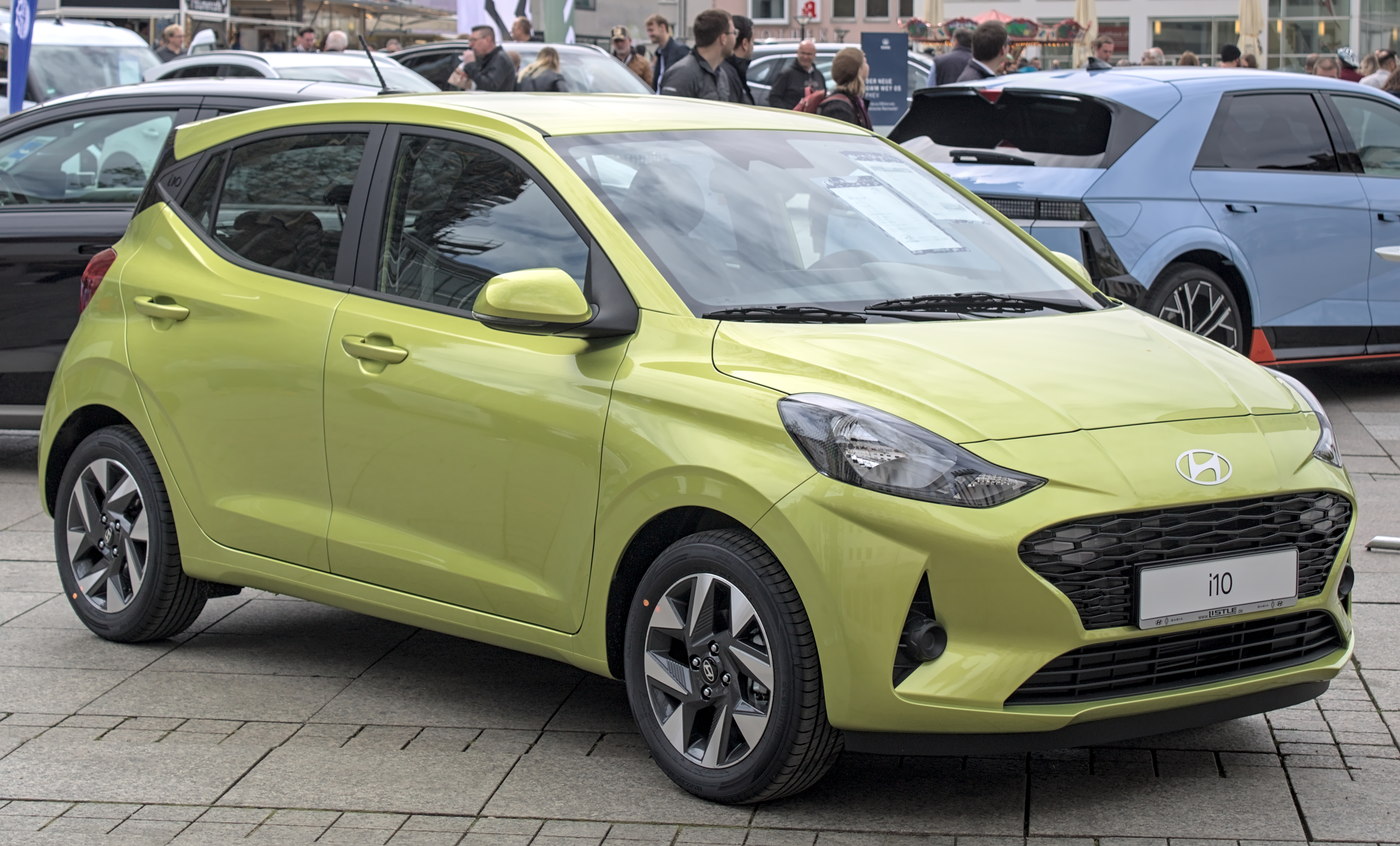
Hyundai i10 III N Line po liftingu

Hyundai i10 III został zaprezentowany po raz pierwszy w 2019 roku.
Trzecia generacja i10 przeszła ewolucyjny zakres zmian w stosunku do poprzednika, zyskując bardziej awangardową stylistykę nawiązującą do nowego języka stylistycznego Hyundaia Sensuous Sportiness. Nadwozie zyskało dużą, sześciokątną atrapę chłodnicy z charakterystycznymi, szeroko rozstawionymi okrągłymi kloszami z diodami LED, z kolei nadwozie zaoferowało szerokie możliwości personalizacji. W topowych wariantach dach może zostać pomalowany na czarno.
Obszerne zmiany przeszła także kabina pasażerska, która otrzymała nowy projekt deski rozdzielczej. Pojawił się opcjonalny 8-calowy ekran dotykowy oferujący łączność z systemem multimedialnym, który umieszczony na linii wzroku kierowcy, a także wielobarwne materiały wykończeniowe. Producent wygospodarował także większy niż u poprzednika bagażnik oraz przesuwaną tylną kanapę umożliwiającą dalsze zwiększenie przestrzeni bagażowej.

### i10 N-Line
Oferta gamy Hyundaia i10 trzeciej generacji została poszerzona w połowie 2020 roku przez topowy wariant i10 N-Line. Pod kątem wizualnym otrzymał specjalny pakiet stylistyczny z potrójnymi diodami LED we wlocie powietrza, a także innym układem atrapy chłodnicy, sportowym wzorem alufelg, podwójną końcówką wydechu i licznymi, czerwonymi detalami.
Specjalnie dla wariantu N-Line skonstruowano także 1-litrowy silnik benzynowy T-GDI o mocy 100 KM i z 172 Nm maksymalnego momentu obrotowego, a jednostka została połączona z 5-biegową skrzynią manualną.

### Lifting
W lutym 2023 roku samochód przeszedł niewielką modernizację. Kosmetyczne zmiany zyskał kształt przedniego zderzaka wraz z wypełnieniem reflektorów. Światła do jazdy dziennej zostały wkomponowane w przeprojektowany grill o strukturze plastra miodu. Przemodelowano też wnętrze tylnych lamp, w których światła LED ułożyło się w kształt litery „H”, łącząc się za sprawą przetłoczenia na pokrywie bagażnika. Wprowadzono nowy wzór 15-calowych felg aluminiowych oraz dwa nowe lakiery – Lumen Grey oraz Meta Blue, oba dostępne także w połączeniu z czarnym dachem. 
W kabinie pasażerskiej wprowadzono niebieskie oświetlenie nastrojowe oraz zestaw wskaźników z 4,2-calowym wyświetlaczem, po raz pierwszy z opcją doboru w pełni cyfrowego zestawu. Listę pakietów wyposażeniowych poszerzył opcjonalny "Purple", który zawarł materiałową tapicerkę ze wzorem w szkocką kratę z pionowymi fioletowymi liniami oraz fioletowe przeszycia i akcenty wokół kratek nawiewów. W kabinie z przodu i z tyłu pojawiły się porty USB typu C, a na liście wyposażenia znalazł system ratunkowy eCall drugiej generacji oparty na sieci 4G. Przewidziano także zdalne aktualizacje map nawigacji (OTA – Over The Air). Asystent unikania kolizji czołowych (FCA) otrzymał cztery tryby pracy – „Miejski”, „Podmiejski”, „Pieszy” i „Rowerzysta”, natomiast dzięki funkcji monitorowania tylnej kanapy (ROA) kierowca nie zapomni o pozostawieniu kogokolwiek lub czegokolwiek na tylnych siedzeniach. 

### Silniki
- R3 1.0 L T-GDI
- R4 1.2 L Kappa II
- R3 1.1 L U-Line

### Grand i10

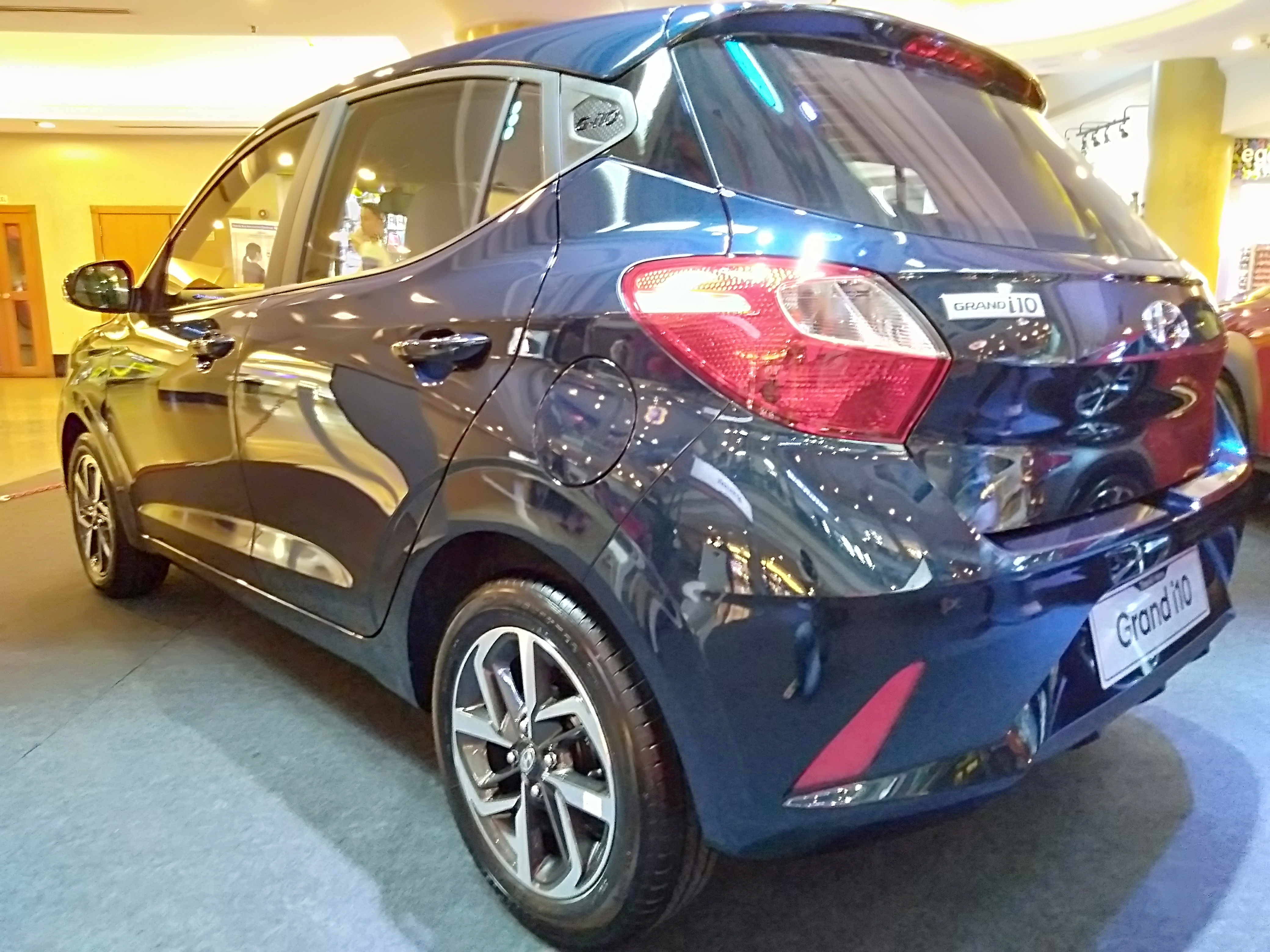
Hyundai Grand i10 II – tył

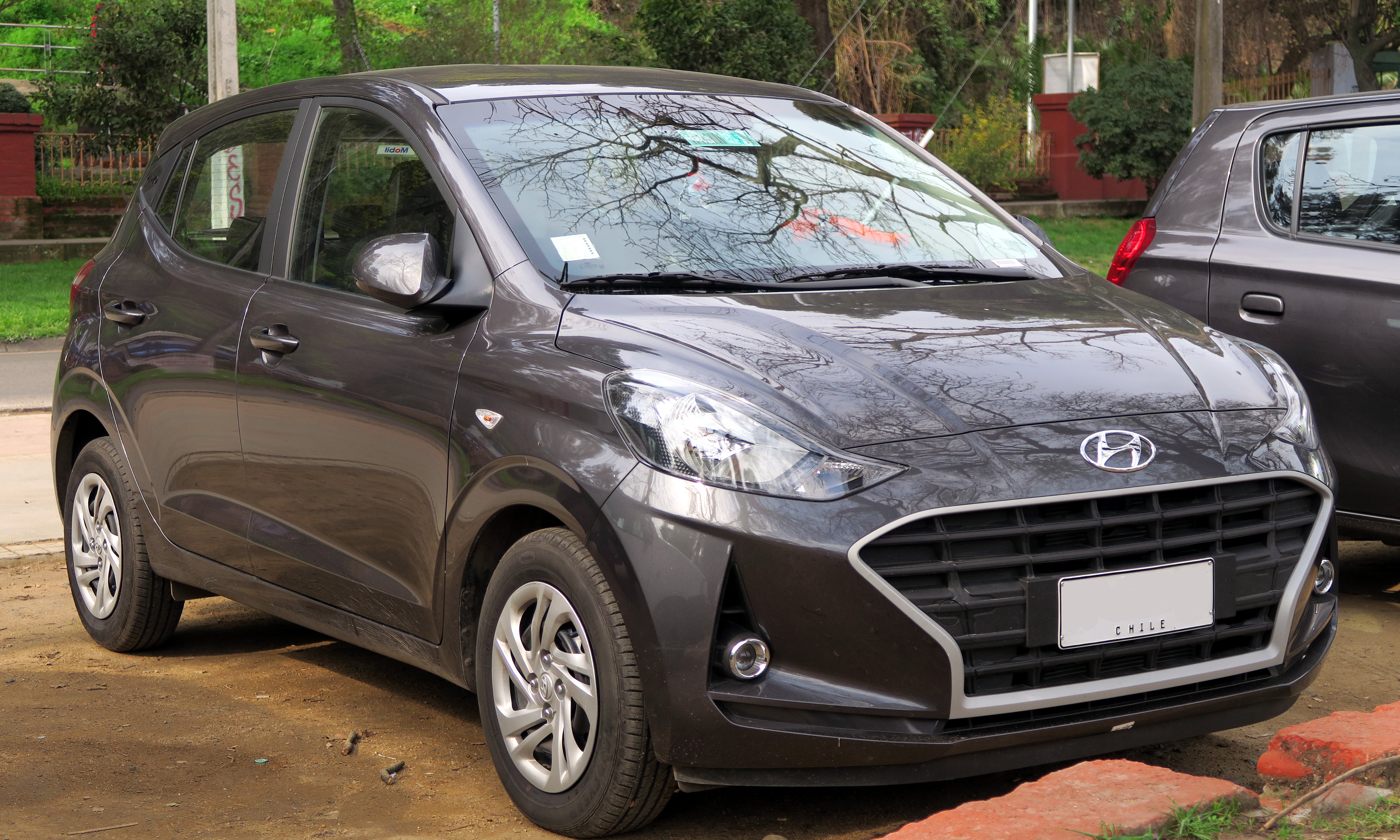
chilijski Hyundai Grand i10 II

Hyundai Grand i10 II został zaprezentowany po raz pierwszy w 2019 roku.
Miesiąc przed prezentacją europejskiego i10 nowej generacji, w Indiach zaprezentowana została nowa wersja lokalnego modelu Grand i10 z dopiskiem Nios.
W porównaniu do niej, zachowała ona obszerny zakres różnic wizualnych oraz konstrukcyjnych. Atrapa chłodnicy zyskała ostrzejsze krawędzie, z kolei tylna część nadwozia otrzymała bardziej obły kształt. Pod kątem technicznym Grand i10 drugiej generacji zyskał dłuższy rozstaw osi i większe nadwozie, a także przestronniejszy bagażnik.

### Lifting
W styczniu 2023 kolejna generacja Hyundaia Grand i10 przeszła restylizację, która przyniosła obszerne zmiany w stylizacji samochodu. Pas przedni zyskał przeprojektowany zderzak z większym wlotem powietrza, a także logo przeniesionym na krawędź zderzaka. Z tyłu z kolei zastosowano inny kształt lamp połączony listwą świetlną, a także przemodelowaną klapę bagażnika i zderzak. Producent odróżnił także wizualnie wygląd odmiany 5-drzwiowej od sedana.

### Sprzedaż
Podobnie jak poprzednia generacja, także i Grand i10 Nios trafił do sprzedaży na rynkach rozwijających się po prostu jako Grand i10 drugiej generacji. Pierwszymi krajami, gdzie w 2020 roku rozpoczęła się sprzedaż pojazdu, oprócz Azji Wschodniej był Meksyk i Południowa Afryka.

### Silniki
- R3 1.0 L T-GDI
- R4 1.2 L Kappa II
- R3 1.1 L U-Line

### Aura

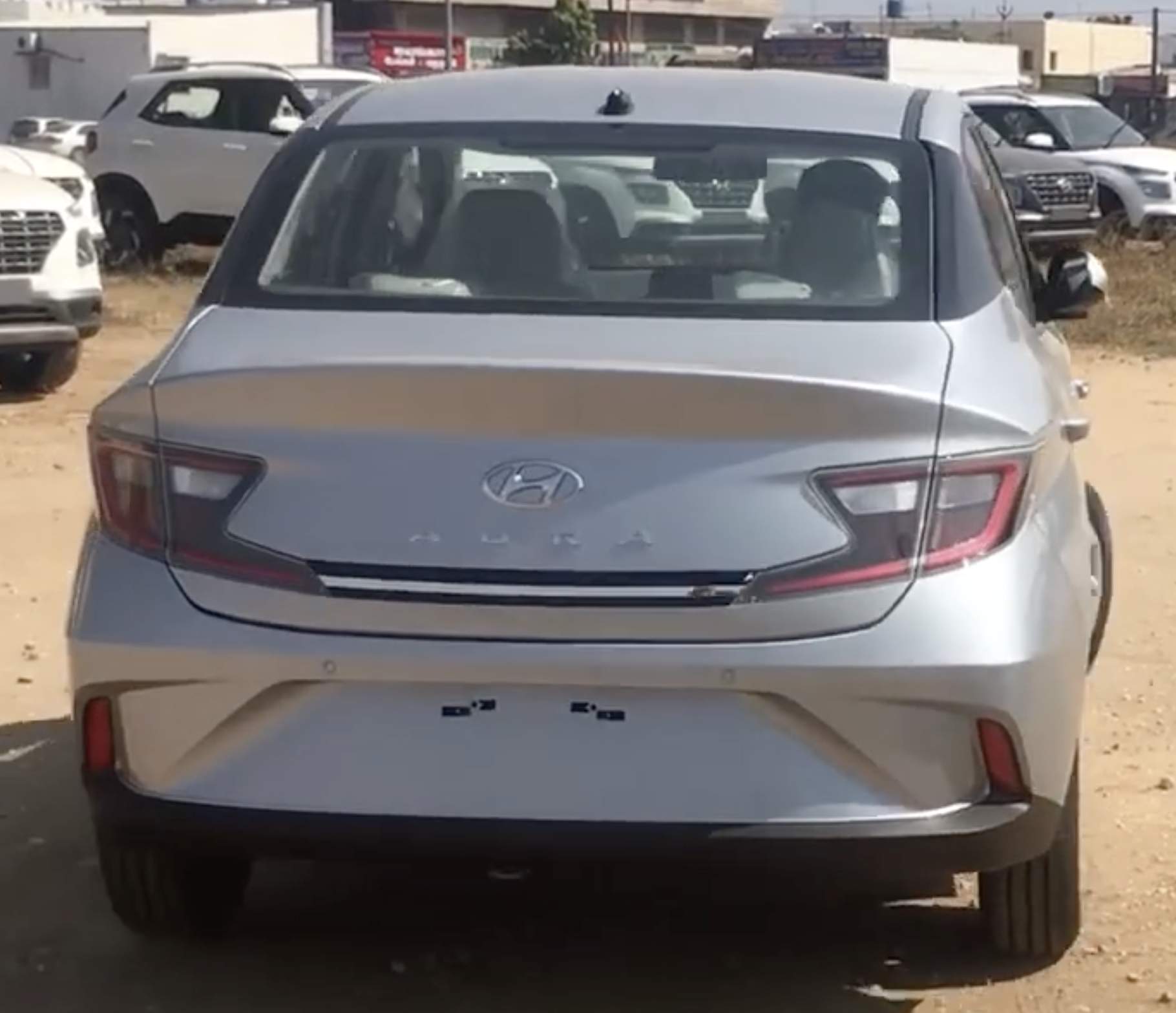
Hyundai Aura – tył

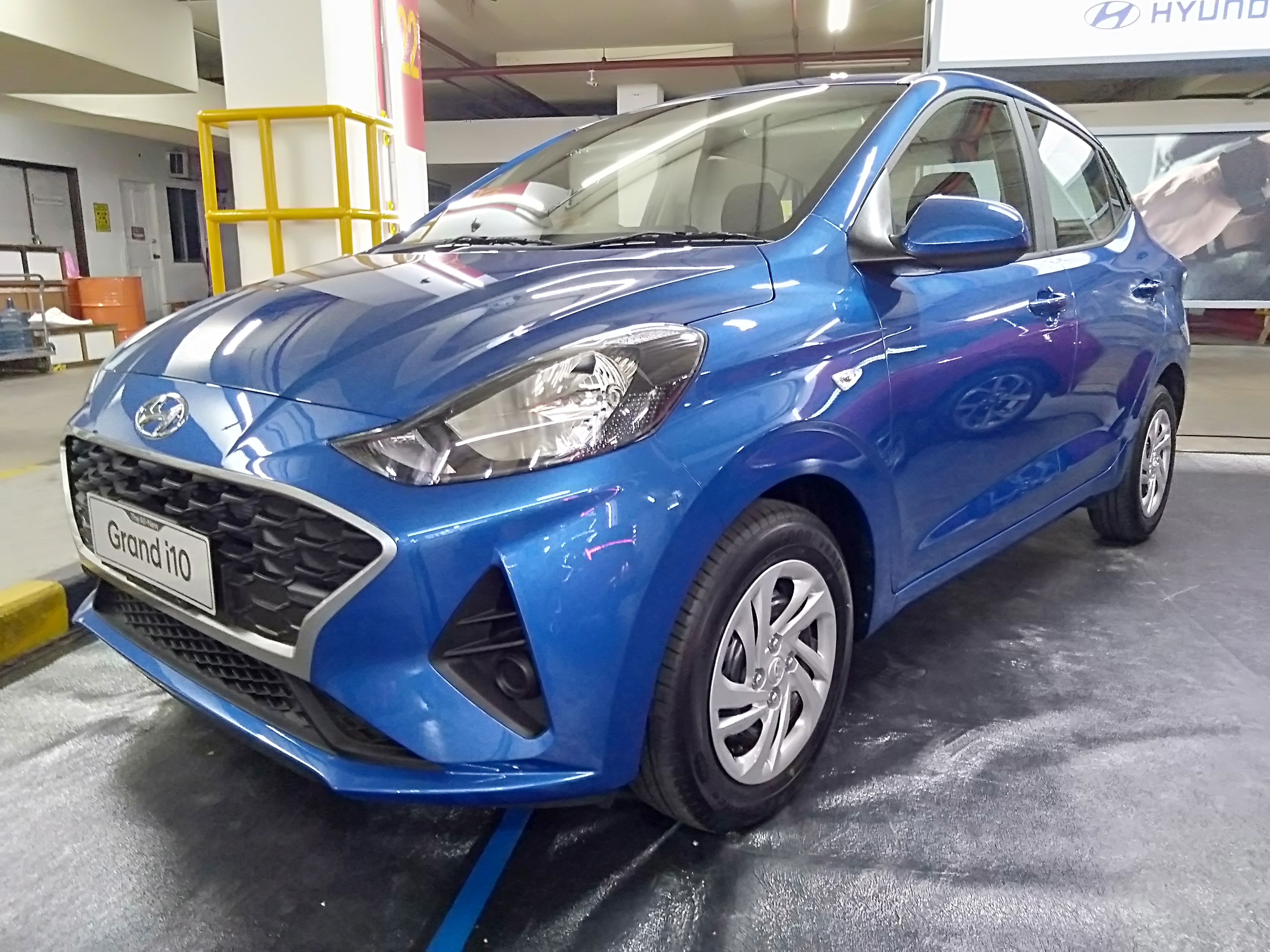
Hyundai Grand i10 Sedan II

Hyundai Aura został zaprezentowany po raz pierwszy w 2020 roku.
Wobec następcy modelu Xcent, Hyundai zdecydował się zastosować inną nazwę przy zachowaniu takiej samej koncepcji. Samochód przyjął postać wersji sedan opartej na nowej generacji Grand i10, odróżniając się trójbryłowym nadwoziem z ostro zarysowaną częścią bagażnika.
Tylna część nadwozia otrzymała ostro ukształtowane, dwuczęściowe lampy, a nowością w porównaniu do poprzednika stało się opcjonalne oświetlenie wykonane częściowo w technologii LED.

### Lifting
Razem z odmianą hatchback, w styczniu 2023 Hyundai Aura przeszedł obszerną restylizację nadwozia. Samochód kompleksowo odróżniono stylistycznie z przodu, nadając mu inny kształt osłony chodnicy w formie trapezu, a także logo umieszczone między reflektorami. Światła LED do jazdy dziennej umieszczono w zderzaku, nadając im kształt bumerangów.

### Sprzedaż
W 2020 roku Hyundai Aura trafił do sprzedaży także na rynkach globalnych pod nazwą Hyundai Grand i10 Sedan, uzupełniając gamę nadwoziową wersji hatchback. Pojazd trafił do sprzedaży w pierwszej kolejności w Meksyku, trafiając tam z zakładów Hyundaia w Indiach.

### Silniki
- R3 1.0l T-GDi
- R4 1.2l Kappa II
- R3 1.1l U-Line